# دارفور شمالی
دارفور شمالی یکی از ۱۵ ایالت کشور سودان است.

## جغرافیا
این ایالت بخشی از ناحیه بزرگ‌تر دارفور بشمار می‌آید.
مساحت این ایالت ۲۹۶٬۴۲۰ کیلومتر مربع و جمعیت آن حدود ۱٬۴۰۰٬۰۰۰ (سال ۲۰۰۰) است.

استان دارفور شمالی سودان

مرکز این ایالت شهر الفاشر است.